# 傑克遜縣 (威斯康辛州)
傑克遜縣（英語：Jackson County）是位於美國威斯康辛州西部的一個縣。面積2,590平方公里，根據美國2000年人口普查數字，共有人口19,100人。縣治布萊克里弗福爾斯 (Black River Falls)。
成立於1853年。縣名紀念第七任總統安德魯·傑克遜。